# Tongerlo (Antwerpen)
Tongerlo is een dorp in de Belgische provincie Antwerpen en een deelgemeente van Westerlo. Tongerlo was een gemeente tot aan de gemeentelijke herindeling van 1971. Tot de deelgemeente behoort ook Oosterwijk.  

## Bezienswaardigheden - erfgoed
- Abdij van Tongerlo: De abdij van Tongerlo werd gesticht rond 1130, toen een aantal norbertijnen van de Sint-Michielsabdij te Antwerpen zich vestigden op het landgoed van heer Giselbert van Castelré. Deze Norbertijnenabdij bevat onder andere een tiendschuur met een permanente tentoonstelling over de abdij en het monastieke leven, een neogotische kerk, gebouwd naar plannen van architekt Pierre Paul Stoop,[1] het Da Vinci-museum, met een belangrijke kopie van het bekende schilderij van Leonardo da Vinci, het Laatste Avondmaal en een boekenwinkel. De abdij is ook bekend om haar abdijbier dat er gebrouwen werd. De brouwerij is recentelijk verplaatst naar brouwerij Haacht. Beschermd monument sinds 6 juli 1976.[2]
- Kasteel de Meeus d'Argenteuil, ook bekend als Hof ter Bruelen of Kasteel de Trannoy is een kasteel met landgoed : Beschermd monument sinds 12 april 2002.[3]
- Hoveniershuis van het Hof ter Bruelen in Tongerlo, de Trannoyplein 26 : Beschermd monument sinds 12 april 2002.[4]
- De Beddermolen : Beschermd als monument en als landschap sinds Koninklijk Besluit van 30 december 1960.[5]
- Kapel van Onze-Lieve-Vrouw ten Eik, aan de Geelsestraat : In 1639 opgericht; circa 1675 vergroot. Beschermd monument sinds 12 november 1975.[6]
- Parochiekerk Sint-Anna, aan het Kerkplein : Kruisbasiliek van 1853-1856 naar ontwerp van Eugène Gife (Antwerpen, 14 november 1819 - Deurne, 19 mei 1890)[7] in neoromaanse stijl met neogotische elementen. Aangeduid als vastgesteld bouwkundig erfgoed sinds 29 maart 2019.[8]

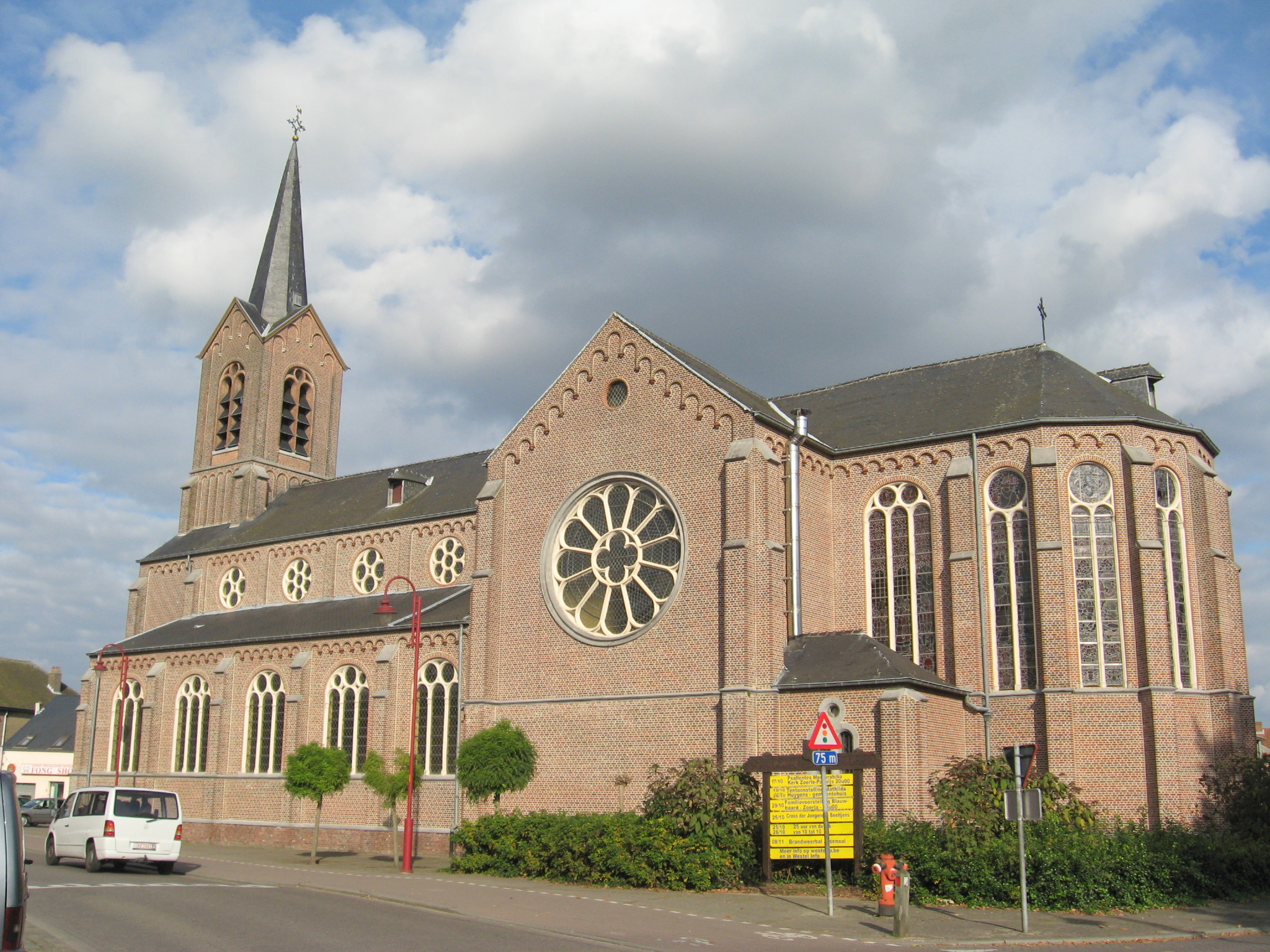
Sint-Annakerk

## Natuur en landschap
Tongerlo ligt in de vallei van de Wimp op een hoogte van ongeveer 13 meter.

## Demografische ontwikkeling
- Bronnen:NIS, Opm:1806 tot en met 1970=volkstellingen

## Geschiedenis

### Lijst van burgemeesters
| Tijdspanne | Tijdspanne  | Burgemeester                                           |
| ---------- | ----------- | ------------------------------------------------------ |
|            | 1800 - 1802 | Jan Frans Raedts                                       |
|            | 1802 - 1805 | Jozef Victor Verboven                                  |
|            | 1805 - 1814 | François Louis Lansenbergh                             |
|            | 1814 - 1828 | Eduard Goris                                           |
|            | 1828 - 1830 | Egidius Verbist                                        |
|            | 1830 - 1839 | Petrus Jacobus Verboven                                |
|            | 1840 - 1846 | Joannes Martinus Van Hemel                             |
|            | 1847 - 1875 | Joannes Franciscus Van Roy                             |
|            | 1875 - 1876 | Petrus Franciscus De Ceuster (waarnemend burgemeester) |
|            | 1876 - 1890 | Petrus Menten                                          |
|            | 1891 - 1908 | Leopold Tielemans                                      |
|            | 1908 - 1911 | Victor August Noels                                    |
|            | 1912 - 1924 | Prosper Maes                                           |
|            | 1924 - 1941 | Baron Henri de Trannoy                                 |
|            | 1941 - 1944 | Hubert Kunnen (oorlogsburgemeester, VNV)               |
|            | 1944 - 1953 | Baron Henri de Trannoy                                 |
|            | 1953 - 1970 | Jos Van Kerkhoven                                      |

## Cultuur

### Streekproducten
- Tongerlo is een abdijbier van de Norbertijnen van de abdij van Tongerlo. Tegenwoordig wordt het bier gebrouwen door brouwerij Haacht uit Boortmeerbeek.

## Evenementen
- Tongels Dorpsfeest: Elk jaar tijdens het tweede weekend van de maand mei worden de Tongelse dorpsfeesten georganiseerd. Dit is een groot dorpsfeest samen georganiseerd door een 10-tal verenigingen van Tongerlo. De eerste editie vond plaats in 1987 om na de ter ziele gegane lichtstoet uit de jaren 60 opnieuw een openluchtfeest te organiseren tijdens de kermis van mei. In 2020 werd de 34e editie geannuleerd. De editie in 2021 werd verplaatst naar 11 en 12 september wegens de coronapandemie.

## Diensten
Het sportcentrum Sporta is in Tongerlo gevestigd.

## Nabijgelegen kernen
Stelen, Oevel, Voortkapel, Westerlo